# 白马尖
白马尖，大别山第一主峰，位於大别山自然保护区。距安徽省霍山县县城约90公里，海拔1777米，为大别山最高峰。又名皖山，安徽省的简称皖，即得名于此。